# Stanisław Kopeć (1912–1988)
Stanisław Kopeć (ur. 6 kwietnia 1912 w Sowinie, zm. 13 marca 1988 tamże) – polski rolnik, żołnierz kampanii wrześniowej, Sprawiedliwy wśród Narodów Świata.

## Życiorys
Urodził się 6 kwietnia 1912 w Sowinie, jako jedyne dziecko Michała Kopcia i Wiktorii z d. Jachym Stanisław Kopeć uczęszczał do Szkoły Powszechnej w Sowinie, gdzie pobierał nauki z czytania, pisania, rachunków, śpiewu i religii. Tak jak większość młodych mężczyzn Stanisław został powołany do służby wojskowej skąd powrócił przed 1938 r. 8 sierpnia 1938 roku zawarł związek małżeński z Anną Stefanią Kulig w Bieździedzy. W 1939 r. został powołany na ćwiczenia wojskowe do Stanisławowa. Po wybuchu wojny został zmobilizowany do wojska. Brał udział w kampanii wrześniowej 1939. Dostał się do niewoli we Lwowie, a następnie był przetrzymywany w Stalagu. Po ucieczce z transportu powrócił pieszo do Bieździedzy. Zamieszkał w domu rodzinnym swojej żony Anny. Małżonkowie Kopciowie wraz ze swoją córką Jadwigą mieszkali u rodziców Anny a następnie przenieśli się do odremontowanego rodzinnego domu Stanisława w Sowinie. Podczas II wojny światowej Stanisław Kopeć wraz z żoną podjęli decyzję o pomocy dziewięcioosobowej żydowskiej rodzinie swoich sąsiadów - Kruegerów, właścicieli sklepu w centrum wioski (od 1942 r. Abraham wraz z synem Henrym ukrywali się na strychu ich domu, pozostali członkowie rodziny często zmieniali miejsce zamieszkania). Pomoc małżeństwu Kopciom w ukrywaniu rodziny Abrahama pomagały inne rodziny z Sowiny: Frączków, Stasiowskich i Hendzlów. Pomimo wysiłku małżeństwa Kopeć: Abraham Krueger, jego żona Helena i ich syn Henry zostali zamordowani w 1945 r. Córki Kruegerów przeżyły wojnę i wyemigrowały do Stanów Zjednoczonych. Wraz z żoną trudnił się rolnictwem. Zmarł 13 marca 1988 r. w Sowinie, został pochowany na ówczesnym cmentarzu parafialnym w Bieździedzy (nr grobu 558). 14 listopada 2002 r. Anna i Stanisław Kopeć, Kunegunda (1882-1968) i Jan (1876-1954) Frączek oraz Adela Liszka (1914-2002) z d. Frączek, otrzymali tytuł „Sprawiedliwych wśród Narodów Świata”. W 2003 roku Anna i Stanisław Kopeć zostali uhonorowani na Wielokulturowym Festiwalu „Galicja” w Przemyślu odznaczeniem „Sprawiedliwych wśród Narodów Świata”. Medal Annie Kopeć wręczył ambasador Izraela w Polsce Szewach Weiss. Również w Izraelu w Instytucie Jad Waszem zostało zasadzone drzewko oraz umieszczone nazwisko Kopciów na pamiątkowej tablicy.

## Rodzina Kruegerów
- Abraham (Joachim, Zysiek) – zginął w czerwcu 1945 roku w Sowinie. Wraz z żoną i synem został pochowany na ówczesnym cmentarzu parafialnym w Bieździedzy a następnie ciała zostały przeniesione na cmentarz żydowski w Sobniowie koło Jasła ;
- Helen (Faiga) – zginęła na polu u p. Gozdeckich w 1945 roku w Sowinie;
- Henry (Herszt) – ur. ok. 1930 roku w Sowinie, zginął w czerwcu 1945 roku w Sowinie;
- Ruth – najstarsza z rodzeństwa, wyjechała do Stanów Zjednoczonych w 1938 roku;
- Anna (Hana) – ur. ok. 1919 roku w Sowinie, zmarła w Ameryce;
- Mary – ur. ok. 1925 roku w Sowinie, zmarła w Ameryce;
- Sally – ur. ok. 1923 roku w Sowinie, wyszła za mąż za Max’a Charsinsky, dwoje dzieci: syn Arthur i córka Dale (mąż Elliott Srebro), wnuk: Jonathan Jordan Srebro. Zmarła 23.01.2016 roku w Antlantict City, NY (w wieku 92 lat). Mieszkała Longport;
- Jean – ur. w Sowinie, po mężu Mass, mieszka w Ameryce;
- Thelma – ur. 14.02.1927 roku w Sowinie, żona Leonarda Martina Krugman’a, mieszka w Ameryce[8];
- Edith – najmłodsza z rodzeństwa ur. ok. 1937 roku w Sowinie, po mężu Perlmutter, mieszka w Ameryce.

## Odznaczenia
14 listopada 2002 roku Anna i Stanisław Kopeć zostali desygnowani do uhonorowania medalem Sprawiedliwy wśród Narodów Świata przyznanym przez Instytut Jad Waszem w Jerozolimie. Uroczystej dekoracji dokonał w 2003 roku prof. Szewach Weiss - ówczesny ambasador Izraela w Polsce.